# Essai sur les limites de l'action de l'État

L'Essai sur les limites de l'action de l'État (en allemand : Ideen zu einem Versuch die Grenzen der Wirksamkeit des Staates zu bestimmen) est un ouvrage du philosophe allemand Wilhelm von Humboldt, écrit en 1792. Il ne put l'imprimer en raison des difficultés économiques liées à la guerre et l'ouvrage ne parut pour la première fois qu'en 1851, après la mort de son auteur.

## Présentation
Dans cet Essai, Wilhelm von Humboldt développe une critique méthodique d'un élargissement des fonctions de l'État au-delà de la fonction classique de garantie de la sûreté des individus. Il s'oppose tout particulièrement à l'invocation de ce qu'il nomme le « bien positif » des citoyens pour justifier l'intervention étatique. À l'inverse, il fait un éloge de la liberté comme fondement de la société.
L'œuvre s'inscrit dans la lignée de l'Aufklärung et de la pensée libérale des débuts de la Révolution française avec Necker et Mirabeau. Humboldt reprend à ce dernier la devise de l'ouvrage : « Le difficile est de ne promulguer que des lois nécessaires, de rester à jamais fidèle à ce principe vraiment constitutionnel de la société, de se mettre en garde contre la fureur de gouverner, la plus funeste des maladies des gouvernements modernes ».
Traduit une première fois en français en 1867, le livre n'a été réédité qu'en 2006, par Les Belles Lettres, dans une édition dirigée par Alain Laurent.
Il a connu une influence posthume importante sur le mouvement libéral ou libertarien. Ainsi, Friedrich Hayek s'y réfère dans La Constitution de la liberté en 1960, en le qualifiant d'« extraordinaire essai. »